# Кроз војнички клуб
„Кроз војнички клуб” је југословенски кратки филм из 1983. године. Режирао га је Крешо Сидик који је написао и сценарио.

## Улоге
| Глумац            | Улога |
| ----------------- | ----- |
| Драган Бјелогрлић |       |